# Den beslöjade Maja
Den beslöjade Maja (tyska: Die verschleierte Maja; även Rytmer i natten som alternativ titel) är en västtysk musikalfilm från 1951 i regi av Géza von Cziffra.

## Rollista
- Maria Litto som Helga Prickwitz
- Willy Fritsch som Dr. Kirst
- Grethe Weiser som Melly de Santho
- Rudolf Platte som Peter Paul Rubin
- Käthe Haack som fru Prickwitz
- Ernst Waldow som Theodor Prickwitz
- Oskar Sima som Emmerich Huber
- Margarete Slezak som damen med smycket
- Eva Probst som Anni Lehmann
- Iska Geri som sångare
- Jockel Stahl som dansare
- Anneliese Rothenberger som sångare
- Peter Schütte som sångare
- Evelyn Künneke som sångare
- Gerhard Wendland som sångare
- Joachim Wolff som klinikens portvakt
- Ingrid Lutz som sångare
- Liselotte Köster som dansare
- Kurt Meister
- Günther Jerschke som koreograf på "Maja"
- Adi Lödel
- Kurt Arthur Jung